# Pachystigmus olgensis
Pachystigmus olgensis är en stekelart som först beskrevs av Sergey A. Belokobylskij 1994.  Pachystigmus olgensis ingår i släktet Pachystigmus och familjen bracksteklar. Inga underarter finns listade i Catalogue of Life.